# Sorbitol
Sorbitol är en sockeralkohol som finns i vissa bär (bland annat rönnbär) och frukter. Den bildas även i små mängder i människokroppen. Sötman är ungefär hälften av sukros.

## Framställning
Sorbitol bildas från glukos (druvsocker – C6H7O(OH)5) genom hydrogenering.
{\displaystyle {\rm {C_{6}H_{7}O(OH)_{5}+H_{2}\rightarrow C_{6}H_{8}(OH)_{6}}}}

## Metabolism
I kroppen kan glukos reduceras till sorbitol med hjälp av enzymet aldosreduktas.
{\displaystyle {\ce {{Glukos}+ NADPH + H+ ->[Aldosreduktas] {Sorbitol}+ NADP+}}}
Sorbitol kan i sin tur oxideras till fruktos med hjälp av enzymet sorbitoldehydrogenas.
{\displaystyle {\ce {{Sorbitol}+ NAD+ ->[Sorbitoldehydrogenas] {Fruktos}+ NADH + H+}}}

## Användning
Sorbitol används bland annat som sötningsmedel med E-nummer 420 och som tillsats i vissa kosmetika, eftersom substansen även har en fuktbindande effekt. Sorbitol kan ha en laxerande effekt, och vid för stort regelbundet intag kan det leda till magproblem.

## Patologi
Enzymet aldosreduktas som reducerar glukos till sorbitol existerar i många vävnader, inklusive ögonlins, retina, perifera nervers Schwannceller, lever, njurar, röda blodkroppar, äggstockar och sädesblåsa. Sorbitol kan oxideras till fruktos av enzymet sorbitoldehydrogenas, som till skillnad från aldosreduktas bara uttrycks i ett fåtal vävnader, inbegripet lever, äggstockar och sädesblåsa.
Insulin behövs inte för att glukos ska kunna komma in i vävnader med celler som uttrycker enzymet aldosreduktas, vilket innebär att stora mängder glukos kan hamna inuti cellerna, till exempel vid hyperglykemi orsakad av okontrollerad diabetes.
Aldosreduktas har under normala förhållanden låg affinitet för glukos, vilket innebär att endast en liten del omvandlas till sorbitol. Men vid till exempel hyperglykemi orsakad av okontrollerad diabetes ökar mängden sorbitol. Sorbitol kan inte passera cellmembranet snabbt, vilket orsakar en ansamling av sorbitol i vävnadernas celler.
Eftersom sorbitol är ett osmotiskt aktivt ämne kommer vatten in i cellen, vilket leder till svullnad av cellen. Celler som svullnar för mycket kan dö. Olika patologiska förändringar som beror på detta fenomen kan ses hos diabetespatienter utan behandling i form av grå starr och perifer neuropati.